# Chevreulia thouarsii
Chevreulia thouarsii là một loài thực vật có hoa trong họ Cúc. Loài này được J.Rémy mô tả khoa học đầu tiên.